# Краса и мода
Краса и мода — украинский советский информационный бюллетень на тему моды, издававшийся с 1970 по 1988 годы.

## История
Бюллетень был основан в 1970 году по инициативе первых редакторов Н. М. Киллерог и Н. П. Шевченко, заменив издававшийся в 1950—1960-е годы украинский журнал «Модели одежды» («Моделі одягу»). В отличие от своего предшественника, журнал «Краса и мода» относился к «глянцевым» женским изданиям, был иллюстрирован фотографиями и сопровождался вкладышем с выкройками наиболее актуальных образцов одежды. Авторы статей и новых моделей представляли украинскую моду, но рубрика «У нас в гостях» презентовала модельеров других советских республик и зарубежных стран.
В задачи бюллетеня входило не только информирование потребителей о моде, но и программа по эстетическому воспитанию, а также координация действий различных звеньев отечественной системы моды: домов моделей, фабрик, научных учреждений и торговли. Редакция оперативно реагировала на важнейшие события с стране и влияющие на региональную моду: Олимпиада-80, празднование 1500-летия Киева, перестройка. В 1980 году бюллетень отметил своё десятилетие, разместив ретроспективную подборку лучших моделей. В 1988 году вышел последний выпуск бюллетеня. Тираж в первый год издания составил 60 000 экземпляров, а затем, постепенно увеличиваясь, в концу 80-х годов достиг 350 000.

## Главные редакторы
- 1970—1981 — Н. М. Киллерог и Н. П. Шевченко (редактор-модельер);
- 1982—1986 — Н. М. Киллерог, О. Ф. Талабан, В. В. Дусанская (Бориндо) (редактор-модельер);
- 1987—1988 — О. К. Бобровникова и В. В. Дусанская.